# Вертессен, Йорбе
Йо́рбе Ве́ртессен (нидерл. Yorbe Vertessen; родился 8 января 2001) — бельгийский футболист, нападающий австрийского клуба «Ред Булл».

## Клубная карьера
Уроженец Тинена, Йорбе выступал за молодёжные команды бельгийских клубов «Риллар Спорт» и «Вестерло», а в 2009 году стал игроком футбольной академии нидерландского ПСВ. 23 сентября 2019 года дебютировал за «Йонг ПСВ» в матче Эрстедивизи против «Камбюра».
13 декабря 2020 года дебютировал в основном составе ПСВ в высшем дивизионе чемпионата Нидерландов, выйдя на замену Мохаммеду Ихаттарену в матче против «Утрехта».
В январе 2023 года на правах аренды перешёл в бельгийский «Юнион» до конца сезона 2022/23.
В конце зимнего трансферного окна 2024 года перешёл в немецкий «Унион» (Берлин).

## Карьера в сборной
Выступал за сборные Бельгии до 15, до 16, до 17, до 18 и до 19 лет.
В мае 2018 года сыграл на чемпионате Европы до 17 лет, став одним из двух его лучших бомбардиров с 4 забитыми мячами, а также был включён в символическую «команду турнира».

## Достижения
ПСВ
- Обладатель Кубка Нидерландов: 2021/22
- Обладатель Суперкубка Нидерландов (2): 2021, 2023

Личные достижения
- Лучший бомбардир чемпионата Европы до 17 лет: 2018
- Участник символической «команды турнира» чемпионата Европы до 17 лет: 2018